# 奥井功
奥井 功（おくい いさお、1931年9月3日 - 2008年9月8日）は、日本の経営者。

## 経歴
大阪府大阪市出身。1953年に大阪大学法学部を卒業し、同年に積水化学工業に入社。
1970年に積水ハウスに転職し、経理部長、取締役、常務、専務を経て、1990年4月に副社長に就任した。1992年4月に社長に昇格し、1998年4月から2004年までに会長を務めた。
2002年から2003年までに日本経済団体連合会副会長も務め、関西経済連合会副会長、関西経営者協会会長も歴任した。
2003年11月に旭日大綬章を受章した。
2008年9月8日胃がんのために死去。77歳没。